# Jean Carmet
Jean Carmet, né le 25 avril 1920 à Bourgueil (Indre-et-Loire) et mort le 20 avril 1994 à Sèvres (Hauts-de-Seine), est un acteur et scénariste français. Habitué à camper des personnages de français moyen, il participe à partir des années 1950, à la troupe des Branquignols et parvient à connaître un certain succès à un âge relativement avancé à partir du milieu des années 1970, avec des films populaires comme Le Grand Blond avec une chaussure noire ou La Soupe aux choux. Dans un registre plus dramatique, il incarne Dupont Lajoie et un petit boursicoteur dans Le Sucre ou encore un assassin du dimanche, dans le film culte Buffet froid.

## Biographie

### Jeunesse
Jean Gabriel Edmond est le fils de Gabriel Carmet, bourrelier et petit viticulteur de Bourgueil (Indre-et-Loire) et d'Edmée Doublet, d'origine vendéenne et picarde, il interrompt encore jeune ses études et se rend à Paris où il devient figurant au Théâtre du Châtelet puis à l’Opéra. Il est ensuite engagé comme régisseur stagiaire au Théâtre des Mathurins chez Marcel Herrand. Il fait de la figuration dans différents films (notamment dans Les Enfants du paradis et dans Les Démons de l'aube). Il rejoint ensuite la troupe des Branquignols de Robert Dhéry. Il multiplie alors les rôles au cinéma.
Son rôle de Gaston Duvet dans le feuilleton radiophonique La Famille Duraton fait connaître sa voix dans les années 1950. Sa renommée internationale s'installe en 1976 avec le film La Victoire en chantant. Sa célébrité en France date du Grand blond avec une chaussure noire.

### Carrière
Sa carrière est riche, Jean Carmet apparaît dans plus de deux cents films. Il est nommé pour le César du meilleur acteur en 1986 pour Miss Mona et il remporte deux César du meilleur acteur dans un second rôle pour Les Misérables (en 1983) et pour Merci la vie (en 1992). Il reçoit également un César d'honneur en 1994 des mains de Gérard Depardieu, son ami.
Lui qui est un vrai rabelaisien incarne souvent le « beauf franchouillard » inquiétant (Dupont Lajoie) ou cocasse (Le beaujolais nouveau est arrivé).

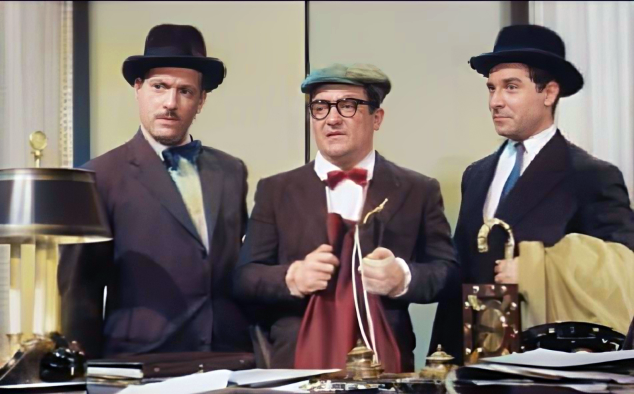
Michel Serrault, Jean Carmet et Jean Poiret en 1959, lors d'un tournage en Italie.

Il tourne également pour la télévision des adaptations d'œuvres littéraires comme La Double Vie de Théophraste Longuet, Bouvard et Pécuchet ou Eugénie Grandet. Dans la série Palace, il popularise les premières Brèves de comptoir de Jean-Marie Gourio.
Lorsqu'il tourne un film, il quitte sa famille pendant toute la durée du tournage pour aller vivre dans une chambre d'hôtel afin de ne pas être déconcentré et être totalement dans son rôle. Ferrovipathe, il est également un habitué des halls de gare qui lui servirent de logement à ses débuts. Ses amis racontent que lorsqu'il ne tourne pas, il vient parfois les voir jouer pour aller saluer le public à la fin de la pièce. Les spectateurs se demandent qui est ce personnage qu'ils ne se souviennent pas d'avoir aperçu dans la pièce. Il a accepté le premier rôle de Le bonheur est dans le pré d'Étienne Chatiliez ; mais la mort l'ayant rattrapé, son ami Michel Serrault a pris sa place.
En 1999 sort le livre Je suis le badaud de moi-même aux éditions Plon.

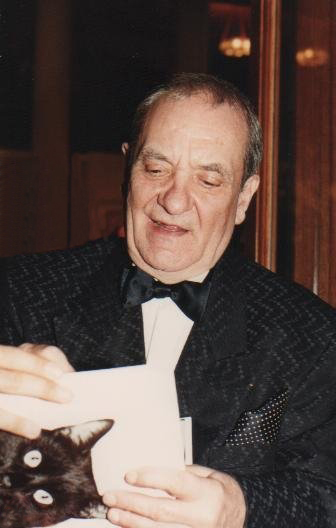
Jean Carmet à la des César en 1994.

#### Amitié avec Michel Audiard
Jean Carmet est l'un des plus proches amis de Michel Audiard. Dans les derniers mois de la vie du dialoguiste, Jean Carmet lui rend très souvent visite, signe d'une complicité forte entre l'acteur et Audiard. Dans un discours prononcé à l'occasion d'une cérémonie des Césars, il déclare notamment : « Je ne parle jamais de Michel. Je n'y pense qu'au présent. Il n'est pas un souvenir. Il est indissoluble de ma vie ». Pour son discours d'hommage, Jean Carmet a réutilisé une phrase de Michel Audiard lui-même extraite de son roman La nuit, le jour et toutes les autres nuits, dans laquelle il évoquait son fils François, tragiquement décédé dans un accident de voiture.
Outre l'amour du cinéma, Jean Carmet et Michel Audiard partageaient également la passion du cyclisme.

### Vie privée

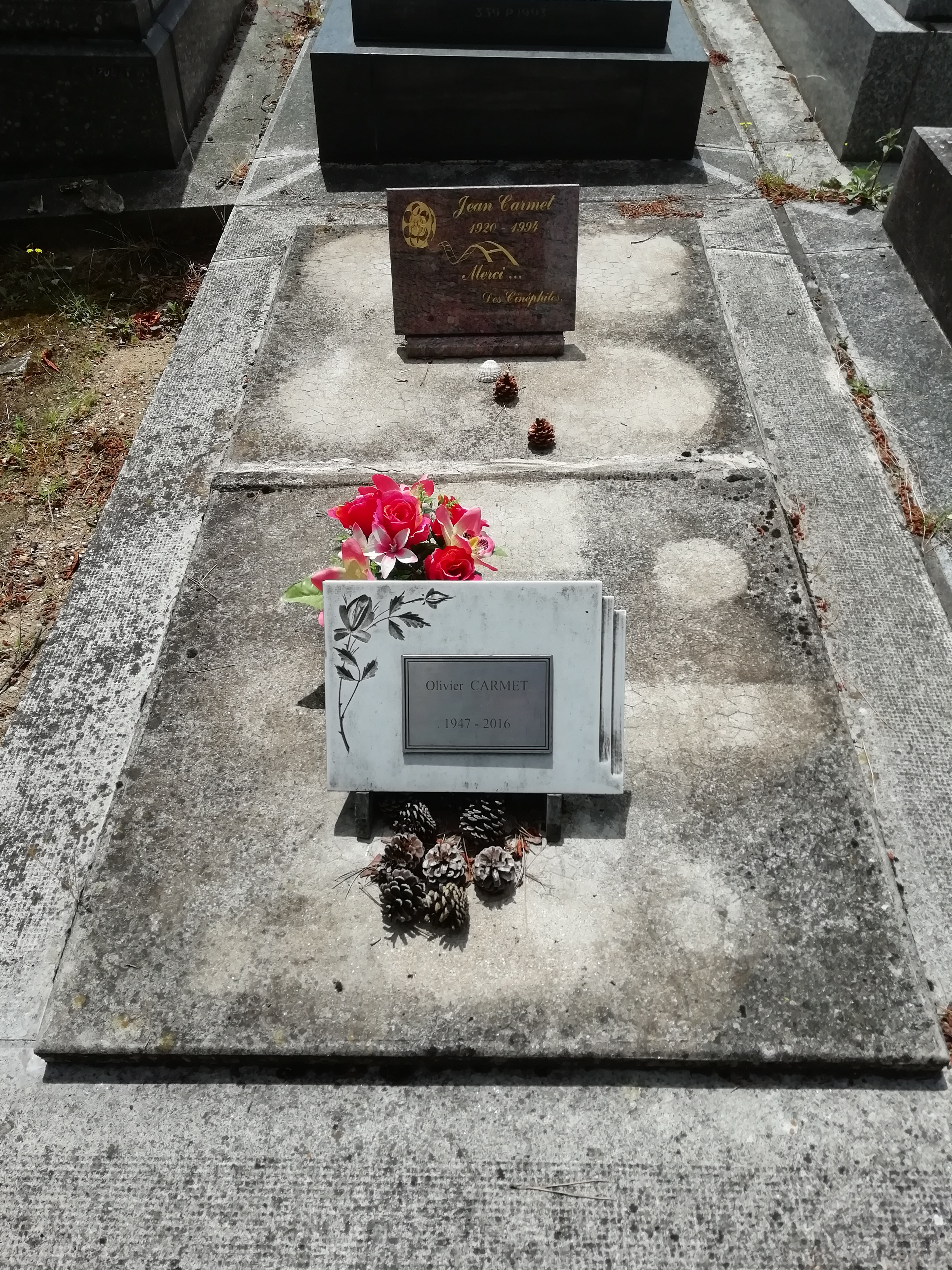
Tombe de Jean Carmet et de son fils Olivier au cimetière du Montparnasse (division 4).

#### Famille
Jean Carmet a deux fils avec sa première épouse Raymonde Machet (1920-2002) : Olivier, avocat à Paris, mort le 16 novembre 2016 et Jean-François, auteur de la biographie Carmet intime.

#### Mort
Jean Carmet meurt le 20 avril 1994 à Sèvres (Hauts-de-Seine) d'une crise cardiaque, à l'âge de 73 ans.
Il est inhumé à Paris, au cimetière du Montparnasse (division 4). À ses obsèques seront présentes de nombreuses personnalités : Jean-Pierre Coffe, Michel Serrault, Gérard Depardieu, Pierre Tchernia, Michel Galabru, Jean Lefebvre, Pierre Richard, Robert Hossein, Bertrand Blier, Jean-Claude Brialy, Miou-Miou, Roland Giraud, Francis Veber, Jean-Pierre Marielle, Yves Robert, Claude Chabrol, Pierre Mondy, Michel Bouquet, Yves Boisset, Georges Lautner, Victor Lanoux, Michel Piccoli, Jean Rochefort, Michel Blanc, ou encore Jacques Villeret.

### Postérité et hommage

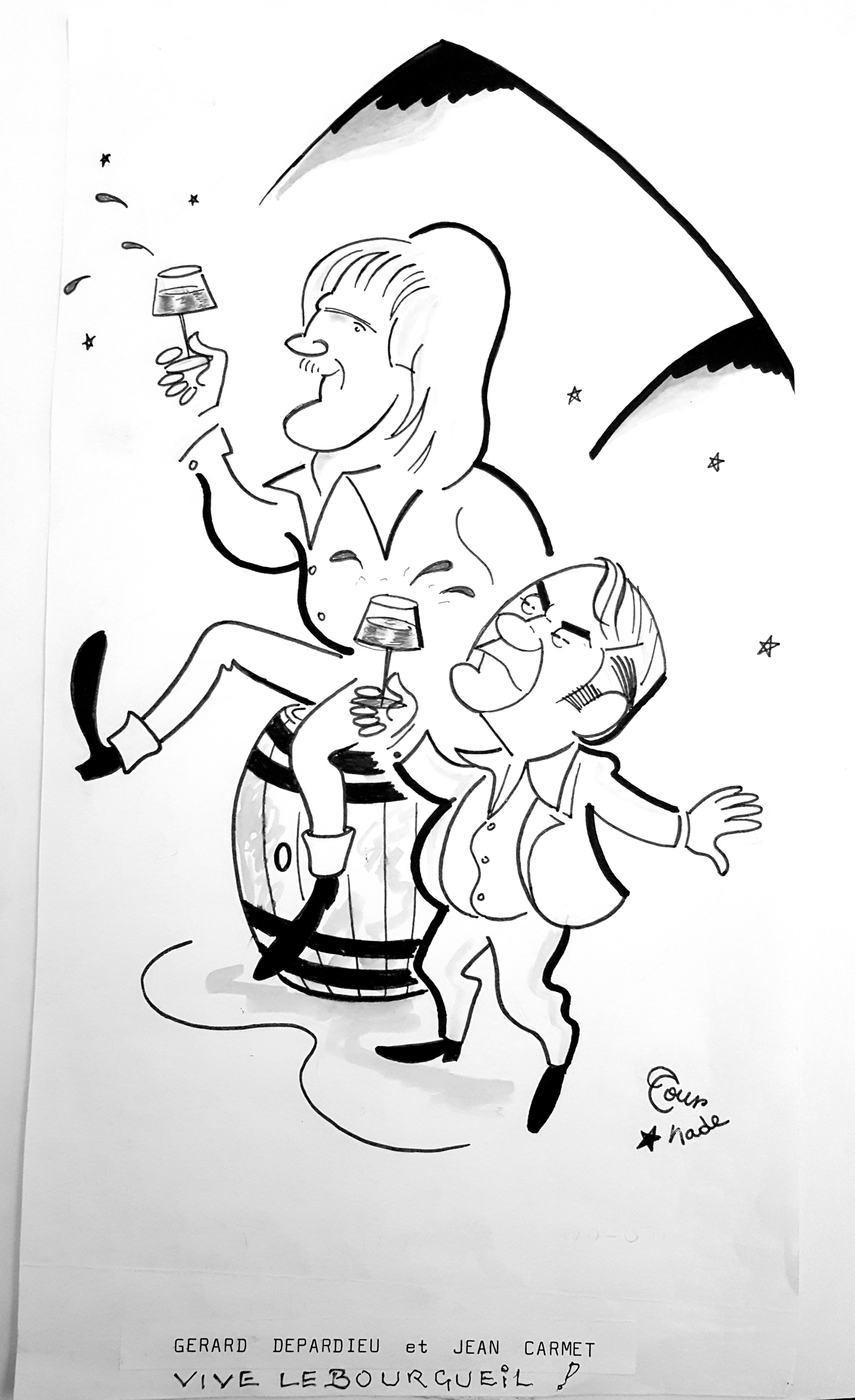
Caricature de Gérard Depardieu et Jean Carmet par Maurice Tournade.

Le 4 juin 1994, une rue Jean Carmet est inaugurée lors de la fête des vins rosés, dans la commune de Tigné. Cette rue longe le château de Tigné qui appartient à son ami Gérard Depardieu. Il existe également une rue Jean Carmet dans la ville de Le Blanc, dans le département de l'Indre.
Le Festival Jean-Carmet à Moulins, créé en 1995, est nommé en son honneur.
Il existe aussi des espaces culturels Jean Carmet dans les communes de Le Vigan (Lot) et de Mûrs-Erigné (Maine-et-Loire), ainsi qu'une salle de concert Jean Carmet à Allonnes (Sarthe).
En 2019, Tatiana Vialle publie Belle-fille, témoignage sur la relation entre sa mère, Sonia Laroze et Jean Carmet.

## Filmographie complète

### Acteur

#### Cinéma

##### Années 1940
- 1941 : Le pavillon brûle de Jacques de Baroncelli
- 1942 : Le journal tombe à cinq heures de Georges Lacombe : un typographe
- 1942 : Les Visiteurs du soir de Marcel Carné : un page
- 1943 : Les Mystères de Paris de Jacques de Baroncelli
- 1945 : Les Démons de l'aube d'Yves Allégret : Durand, dit Durandal
- 1945 : Les Enfants du paradis de Marcel Carné : un inspecteur et un spectateur au « paradis »
- 1945 : François Villon d'André Zwobada : un compagnon de François

- 1946 : Copie conforme de Jean Dréville : le troisième complice
- 1946 : Tombé du ciel d'Emil-Edwin Reinert
- 1946 : Le destin s'amuse d'Emil-Edwin Reinert : un complice
- 1947 : Monsieur Vincent de Maurice Cloche : l'abbé Pontail
- 1947 : Le Diamant de cent sous de Jacques Daniel-Norman : un invité
- 1947 : Le Destin exécrable de Guillemette Babin de Guillaume Radot : Étienne
- 1947 : Capitaine Blomet d'Andrée Feix : le cocher
- 1948 : Bonheur en location de Jean Wall : Guy Piponnet
- 1948 : La Louve de Guillaume Radot : Gustave
- 1948 : La Bataille du feu ou Les Joyeux conscrits de Maurice de Canonge : Albert Farjeon
- 1948 : Cartouche, roi de Paris de Guillaume Radot : un soldat
- 1949 : Le Parfum de la dame en noir de Louis Daquin : le garagiste
- 1949 : Dernière Heure, édition spéciale de Maurice de Canonge : Nestor, le photographe du journal
- 1949 : Je n'aime que toi de Pierre Montazel : le père affolé
- 1949 : Pas de week-end pour notre amour de Pierre Montazel : le pianiste ivre
- 1949 : La Patronne de Robert Dhéry : le brigadier
- 1949 : Branquignol de Robert Dhéry : Bidel

##### Années 1950
- 1950 : Le Roi des camelots d'André Berthomieu : La Globule
- 1950 : Bille de clown de Jean Wall : Gaston
- 1950 : Les femmes sont folles de Gilles Grangier : Émile
- 1950 : Dieu a besoin des hommes de Jean Delannoy : Yvon
- 1950 : Les Mémoires de la vache Yolande d'Ernst Neubach : le clerc
- 1950 : L'Art d'être courtier (court métrage) de Henri Verneuil : Onésime Balotin
- 1950 : On demande un bandit (court métrage) de Henri Verneuil : Onésime Balotin
- 1951 : Knock de Guy Lefranc : le gars déluré, ensuite infirmier
- 1951 : Roulons (court métrage) de Jacques Berr
- 1951 : Minuit quai de Bercy de Christian Stengel : Merle, l'adjoint de l'inspecteur
- 1951 : Drôle de noce de Léo Joannon : Paulhaud, le plombier
- 1951 : Ils étaient cinq de Jack Pinoteau : Jean, le postier
- 1951 : Les Quatre Sergents du Fort Carré d'André Hugon : Le Guen, un sergent du Fort
- 1952 : Monsieur Leguignon lampiste de Maurice Labro : M. Grosjean, l'agent
- 1952 : Elle et moi, de Guy Lefranc : Gaston, l'ami de Jean
- 1952 : Monsieur Taxi d'André Hunebelle : François, le fiancé de Jacqueline
- 1952 : La Forêt de l'adieu de Ralph Habib : Baptiste
- 1952 : Des quintuplés au pensionnat de René Jayet : Antoine
- 1953 : Piédalu député de Jean Loubignac
- 1953 : Histoires de bicyclettes (court métrage) d'Émile Roussel
- 1953 : La Tournée des grands ducs de Norbert Carbonnaux : le curé
- 1953 : Adam est... Ève de René Gaveau : Gaston
- 1954 : Bonjour la chance de Guy Lefranc et Edgar Neville : l'employé des chemins de fer
- 1954 : Ça va barder de John Berry : Alvarez
- 1954 : Le Vicomte de Bragelonne de Fernando Cerchio
- 1955 : Mon curé champion du régiment d'Émile Couzinet : le caporal Tiroir
- 1955 : Bonjour sourire de Claude Sautet : Jean Courtebride
- 1955 : Les Duraton d'André Berthomieu : Gaston Duvet
- 1955 : La Madelon de Jean Boyer : le soldat Mathieu
- 1955 : Ces sacrées vacances de Robert Vernay : un inspecteur
- 1956 : Les Aventures de Till l'espiègle de Gérard Philipe et Joris Ivens : Lamme
- 1956 : Mademoiselle et son gang de Jean Boyer : Dédé, un jeune dévoyé
- 1956 : Bébés à gogo de Paul Mesnier : Hubert, le mari de Pat
- 1957 : Trois de la marine de Maurice de Canonge : le matelot Papillote
- 1958 : La Bigorne, caporal de France de Robert Darène : Balluché, un homme du caporal
- 1958 : Un drôle de dimanche de Marc Allégret : le pompiste
- 1958 : Cigarettes, whisky et p'tites pépées de Maurice Régamey : Martial
- 1958 : Oh ! Qué mambo de John Berry : Jo, le braqueur de banque bêgue
- 1959 : Babette s'en va-t-en guerre de Christian-Jaque : Antoine
- 1959 : La Tête contre les murs de Georges Franju : Tony, gérant d'un cercle de jeu

##### Années 1960
- 1961 : Les Trois Mousquetaires - Première époque : Les Ferrets de la reine de Bernard Borderie: Planchet, le valet
- 1961 : Les Trois Mousquetaires - Deuxième époque : La Vengeance de Milady de Bernard Borderie: Planchet, le valet
- 1961 : La Belle Américaine de Robert Dhéry: le vagabond
- 1961 : Le Caporal épinglé de Jean Renoir : Émile
- 1962 : Un clair de lune à Maubeuge de Jean Chérasse : le chauffeur
- 1962 : Le Diable et les Dix Commandements de Julien Duvivier : le clochard, dans le sketch Bien d'autrui ne prendras
- 1962 : Nous irons à Deauville de Francis Rigaud : le porteur
- 1963 : La Foire aux cancres de Louis Daquin : le chef de gare
- 1963 : Mélodie en sous-sol d'Henri Verneuil : le barman
- 1963 : Du grabuge chez les veuves de Jacques Poitrenaud : l'horloger
- 1964 : Les Automanes (court-métrage) d'Antoine Harispe
- 1963 : La Guerre des capsules (court métrage) de Pierre Simon
- 1964 : Allez France ! de Robert Dhéry : le porte-drapeau
- 1964 : Les Pas perdus de Jacques Robin : Martin
- 1964 : Les Gorilles de Jean Girault : La Fauche
- 1965 : La Bourse et la Vie de Jean-Pierre Mocky : l'ecclésiastique
- 1965 : Les Deux Orphelines (Le due orfanelle) de Riccardo Freda : Picard
- 1965 : Les Bons Vivants (Un grand seigneur) de Gilles Grangier : Paulo, dans le sketch Le Procès
- 1965 : La Métamorphose des cloportes de Pierre Granier-Deferre : le critique d'art homosexuel
- 1966 : Roger La Honte (Trappola per l'assassino) de Riccardo Freda : Tristot, un policier
- 1966 : Un idiot à Paris de Serge Korber : Ernest Grafouillère
- 1967 : Alexandre le Bienheureux d'Yves Robert : La Fringale
- 1968 : Faut pas prendre les enfants du bon Dieu pour des canards sauvages de Michel Audiard : le superstitieux
- 1969 : Le Petit Théâtre de Jean Renoir de Jean Renoir : le docteur Féraud, dans le sketch Le Roi d'Yvetot
- 1969 : Les Gros Malins ou Le champion du tiercé de Raymond Leboursier : le percepteur
- 1969 : Une veuve en or de Michel Audiard : un Breton
- 1969 : Un merveilleux parfum d'oseille de Rinaldo Bassi : Karl de Kerfuntel
- 1969 : L'Auvergnat et l'Autobus de Guy Lefranc : l'homme qui veut acheter le bus (dans le final du film)
- 1969 : Poussez pas grand-père dans les cactus de Jean-Claude Dague : le bistrot

##### Années 1970
- 1970 : Elle boit pas, elle fume pas, elle drague pas, mais... elle cause ! de Michel Audiard : Triolet, le patron
- 1970 : And Soon the Darkness de Robert Fuest : M. Renier
- 1970 : La Rupture de Claude Chabrol : Monsieur Pinelli, l'ivrogne
- 1970 : Le Cri du cormoran le soir au-dessus des jonques de Michel Audiard : Gégène
- 1970 : Les Novices de Guy Casaril : le client au chien
- 1971 : Juste avant la nuit de Claude Chabrol : Jeannot
- 1971 : Le drapeau noir flotte sur la marmite de Michel Audiard : Staline, un cheminot
- 1971 : L'Homme qui vient de la nuit de Jean-Claude Dague : Angelo
- 1971 : L'Ingénu de Norbert Carbonnaux : le pêcheur
- 1971 : Le Viager de Pierre Tchernia : Maître Vierson, l'avocat de Noël
- 1971 : Les Malheurs d'Alfred de Pierre Richard : Paul, un membre de l'équipe « Paris »
- 1971 : Les Yeux fermés de Joël Santoni : Raoul
- 1972 : Elle cause plus... elle flingue de Michel Audiard : Jambe de laine
- 1972 : Le Trèfle à cinq feuilles d'Edmond Freess : Lord Picratt
- 1972 : Le Grand Blond avec une chaussure noire d'Yves Robert : Maurice Lefebvre, l'ami de François
- 1972 : La Raison du plus fou de François Reichenbach : le mari de la directrice
- 1973 : Ursule et Grelu de Serge Korber : Lucien
- 1973 : Les grands sentiments font les bons gueuletons de Michel Berny : Georges Armand
- 1973 : La Gueule de l'emploi de Jacques Rouland : le restaurateur
- 1973 : Pleure pas la bouche pleine de Pascal Thomas : le père
- 1973 : Le Concierge, de Jean Girault : Ludovic
- 1973 : Les Gaspards de Pierre Tchernia : Paul Bourru, marchand de vin
- 1974 : Comment réussir quand on est con et pleurnichard de Michel Audiard : Antoine Robineau
- 1974 : Un linceul n'a pas de poches de Jean-Pierre Mocky : le commissaire Bude
- 1974 : Le Retour du grand blond d'Yves Robert : Maurice Lefebvre, l'ami de François
- 1974 : Bons baisers... à lundi de Michel Audiard : 'Henri-Pierre
- 1974 : Dupont Lajoie d'Yves Boisset : Georges Lajoie, le bistrot
- 1975 : Trop c'est trop de Didier Kaminka
- 1976 : Les Œufs brouillés de Joël Santoni : M. Marcel Dutilleul, modeste employé
- 1976 : La Victoire en chantant ou Noirs et Blancs en couleurs de Jean-Jacques Annaud : le sergent Bosselet
- 1977 : Alice ou la Dernière Fugue de Claude Chabrol : Colas
- 1977 : René la Canne de Francis Girod : l'indicateur
- 1977 : Plus ça va, moins ça va de Michel Vianey : l'inspecteur Melville
- 1977 : Le beaujolais nouveau est arrivé de Jean-Luc Voulfow : M. Camadule, le marginal
- 1977 : La Septième Compagnie au clair de lune de Robert Lamoureux : Monsieur Albert, le passeur
- 1978 : Le Sucre de Jacques Rouffio : Adrien Courtois, fonctionnaire
- 1978 : Violette Nozière de Claude Chabrol : Baptiste Nozière, le père de Violette
- 1978 : Molière d'Ariane Mnouchkine : un bateleur (rôle coupé au montage)
- 1978 : Conte à régler de Bernard Nauer (court métrage)
- 1979 : Buffet froid de Bertrand Blier : l'assassin
- 1979 : Un si joli village d'Étienne Périer : le juge Fernand Noblet
- 1979 : Il y a longtemps que je t'aime de Jean-Charles Tacchella : M. François Dupuis
- 1979 : Gros câlin de Jean-Pierre Rawson : M. Émile Cousin

##### Années 1980
- 1980 : La Banquière de Francis Girod : M. Duvernet
- 1980 : L'Amour trop fort de Daniel Duval : Max, le vieil acteur raté
- 1981 : Le Faussaire (Die Fälschung) de Volker Schlöndorff : Rudnik, le trafiquant français
- 1981 : Allons z'enfants d'Yves Boisset : l'adjudant Chalumot
- 1981 : La Soupe aux choux de Jean Girault : Francis Chérasse, dit « Le Bombé »
- 1981 : Une affaire d'hommes de Nicolas Ribowski : M. Kreps
- 1982 : Les Misérables de Robert Hossein : Thénardier, l'aubergiste
- 1982 : Un chien dans un jeu de quilles de Bernard Guillou : Joseph Cohen
- 1982 : Guy de Maupassant de Michel Drach : François Tessart, le valet
- 1983 : Le Crime d'Ovide Plouffe de Denys Arcand : Pacifique Berthet
- 1983 : Papy fait de la résistance de Jean-Marie Poiré : André Bourdelle
- 1984 : Canicule d'Yves Boisset : Socrate
- 1984 : Tir à vue de Marc Angelo : l'inspecteur Robert Casti
- 1985 : Mon beau-frère a tué ma sœur de Jacques Rouffio : Jocelyn Bouloire, l'éleveur et oncle d'Esther
- 1985 : Sac de nœuds de Josiane Balasko : le pharmacien
- 1985 : Night Magic de Lewis Furey : Sam
- 1985 : Le Matou de Jean Beaudin : Egon Ratablavasky
- 1986 : Suivez mon regard de Jean Curtelin : Désiré, le paysan
- 1986 : Les Fugitifs de Francis Veber : Martin, le vétérinaire
- 1986 : Les Deux Crocodiles de Joël Séria : Émile Rivereau
- 1986 : Champagne amer de Ridha Béhi : Zigou
- 1987 : Miss Mona de Mehdi Charef : Miss Mona, le vieux travesti
- 1987 : Le Moine et la Sorcière de Suzanne Schiffman : le curé
- 1987 : La Brute de Claude Guillemot : Maître Deliot
- 1987 : L'âge de Monsieur est avancé de Pierre Étaix : le régisseur et Désiré
- 1987 : Rupture (court métrage) de Pierre Étaix
- 1987 : Heureux Anniversaire (court métrage) de Pierre Étaix
- 1988 : Mangeclous de Moshé Mizrahi : Scipion
- 1988 : L'Invité surprise de Georges Lautner : le colonel Borme
- 1989 : La Vouivre de Georges Wilson : Requiem, le fossoyeur ivre
- 1989 : Périgord noir de Nicolas Ribowski : Jean-Lou
- 1989 : Un jeu d'enfant de Pascal Kané : le grand-père

##### Années 1990
- 1990 : Le Château de ma mère d'Yves Robert : le garde ivrogne
- 1990 : Le Sixième Doigt de Henri Duparc : le commandant
- 1991 : Merci la vie de Bertrand Blier : le père, vieux
- 1991 : La Reine blanche de Jean-Loup Hubert : Lucien Soulas
- 1992 : Le Bal des casse-pieds d'Yves Robert : M. Vandubas
- 1992 : Coup de jeune de Xavier Gélin : Ponsard
- 1992 : La Chambre 108 de Daniel Moosmann : René Bertillon
- 1993 : Roulez jeunesse ! de Jacques Fansten : Michel
- 1993 : Germinal de Claude Berri : Vincent Maheu, dit Bonnemort
- 1993 : Du poulet (court métrage) de Tatiana Vialle
- 1994 : Cache cash de Claude Pinoteau : M. Durandet

#### Télévision
- 1950 : Le Malade imaginaire de Bernard Hecht
- 1953 : Georges Dandin de Jean Kerchbron
- 1955 : Le Réveillon de Marcel Bluwal
- 1955 : Tire au-flanc de François Chatel
- 1956 : Les Gaietés de l'escadron de Pierre Badel
- 1960 : Arden de Faversham de Marcel Bluwal
- 1960 : La Surprise de Marcel Bluwal
- 1967 : Max le débonnaire : Le Point d'honneur de Jacques Deray
- 1970 : Les Saintes chéries : Le patron part à New York de Jean Becker
- 1970 : Au théâtre ce soir : Adieu Berthe d'Allen Boretz et John Murray, adaptation Albert Husson, Francis Blanche, mise en scène Jacques Charon, réalisation Pierre Sabbagh, Théâtre Marigny
- 1971 : Chéri, je me sens rajeunir de Rémy Grumbach
- 1972 : Les Sanglots longs de Jean-Paul Carrère : M. Siriot
- 1973 : Un client sérieux de Jean Bertho : Mapipe
- 1973 : Graine d'ortie (feuilleton télévisé) d'Yves Allégret : le collègue
- 1979 : Histoires insolites, épisode La Stratégie du serpent d'Yves Boisset : Georges
- 1980 : Le Curé de Tours de Gabriel Axel : l'abbé Birotteau
- 1981 :  La Double Vie de Théophraste Longuet (mini-série), épisodes Le Mystère, Le Combat et Le Trésor de Yannick Andréi : Théophraste Longuet
- 1981 : Le Tribunal des flagrants délires (émission de télévision) : l'accusé
- 1983 : Trois morts à zéro (téléfilm en deux parties) de Jacques Renard : M. Bertin
- 1985 : Vingt ans d'absence de Bernard Saint-Jacques : Léonard
- 1985 : Châteauvallon (feuilleton télévisé) de Paul Planchon et Serge Friedman
- 1986 : L'Été 36 (téléfilm en deux parties) d'Yves Robert : Vichy Fraise
- 1986 : Les Étonnements d'un couple moderne de Pierre Boutron : M. Poitevin
- 1987 : Les Idiots de Jean-Daniel Verhaeghe - Minor
- 1987 : Mirage dangereux de Charlotte Dubreuil - Gaston
- 1988 : La Chaîne (mini-série) de Claude Faraldo : Victor Muller, présentateur de télévision
- 1988 : Palace (série télévisée) de Jean-Michel Ribes : l'homme des « brèves de comptoir »
- 1989 : Sueurs froides, épisode Mise à l'index de Bernard Nauer : le journaliste
- 1990 : Bouvard et Pécuchet (téléfilm en deux parties) de Jean-Daniel Verhaeghe : Juste Pécuchet
- 1990 : Le Gorille (mini-série), épisode Le Gorille enragé de Jean-Claude Sussfeld
- 1991 : Sortie interdite de Daniel Moosmann
- 1991 : Les Carnassiers d'Yves Boisset : M. Chauveau
- 1991 : Les Cahiers bleus de Serge Leroy : le directeur
- 1992 : La Controverse de Valladolid de Jean-Daniel Verhaeghe : le légat du pape
- 1992 : Mes coquins de Jean-Daniel Verhaeghe : le colonial
- 1994 : B comme Bolo (téléfilm) de Jean-Michel Ribes : Bolo, le vieil inspecteur à la retraite
- 1994 : Eugénie Grandet (téléfilm) de Jean-Daniel Verhaeghe : Félix Grandet, père d'Eugénie Grandet

#### Doublage
- 1985 : Ouragan sur l'eau plate : le révérend Eric (voix originale : Fulton Mackay)

### Intervenant
- 1973 : La Vie du bon côté (série documentaire), épisode Claude Chabrol de Roger Sciandra : lui-même (témoignage)
- 1978 : Portrait de Jacques Dufilho (documentaire) de François Chatel : lui-même (témoignage)
- 1979 : Un comédien lit un auteur : Antoine Blondin (documentaire) de Jean-Luc Mage : lui-même (lecteur)
- 1990 : Ne m'oubliez pas, hommage à Bernard Blier (documentaire) de Mathias Ledoux : lui-même (témoignage)

### Scénariste
- 1945 : L'Ange qu'on m'a donné de Jean Choux - coscénariste et coadaptateur
- 1967 : Le Petit Baigneur de Robert Dhéry - coadaptateur

## Théâtre
- 1940 : Un ange passe de et mise en scène de Pierre Brasseur, théâtre La Bruyère
- 1942 : Dieu est innocent de Lucien Fabre, mise en scène de Marcel Herrand, théâtre des Mathurins
- 1942 : D'après nature ou presque de Michel Arnaud, mise en scène de Marcel Herrand, théâtre des Mathurins
- 1942 : Mademoiselle de Panama de Marcel Achard, mise en scène de Marcel Herrand, théâtre des Mathurins
- 1948 : Les Branquignols : paroles de Francis Blanche, musique de Gérard Calvi, premier spectacle au théâtre La Bruyère
- 1958 : Douze hommes en colère de Reginald Rose, mise en scène de Michel Vitold, théâtre de la Gaîté-Montparnasse
- 1960 : Dix Millions cash de Raymond Vincy et Francis Lopez, mise en scène de Jacques Mauclair, théâtre de la Porte-Saint-Martin
- 1964 : Fleur de cactus de Pierre Barillet et Jean-Pierre Grédy, mise en scène de Jacques Charon, théâtre des Bouffes-Parisiens
- 1968 : Adieu Berthe de John Murray et Allen Boretz, mise en scène de Jacques Charon, théâtre des Bouffes-Parisiens
- 1982 : Spectacle Ionesco d'après Eugène Ionesco, mise en scène de Roger Planchon, théâtre national populaire de Villeurbanne
- 1983 : Spectacle Ionesco d'après Eugène Ionesco, mise en scène de Roger Planchon, nouveau théâtre de Nice
- 1984 : Spectacle Ionesco d'après Eugène Ionesco, mise en scène de Roger Planchon, théâtre de l'Odéon

### Radio
Jean Carmet a doublé des personnages de deux feuilletons radiophoniques :
- 1948-1966 : La Famille Duraton de Jean-Jacques Vital (feuilleton radiophonique de Radio Luxembourg) : Gaston Duvet
- 1959-1963 : Les Aventures de Tintin d'après Hergé (feuilleton radiophonique de la Radiodiffusion-télévision française) : Dupont

## Publications
- Jean Carmet, Je suis le badaud de moi-même, Plon, 1999, 222 p. (ISBN 978-2259190770)
- Jean Carmet, Ce semblant de journal, Plon, 2001, 232 p. (ISBN 978-2259194006)

## Distinctions

### Décorations
- Chevalier de la Légion d'honneur
- Chevalier de l'ordre du Mérite agricole

### Récompenses
- César 1983 : César du meilleur acteur dans un second rôle pour Les Misérables
- César 1992 : César du meilleur acteur dans un second rôle pour Merci la vie
- César 1994 : César d'honneur pour l'ensemble de sa carrière
- 7 d'or 1995 : meilleur comédien pour Eugénie Grandet (à titre posthume)

### Nominations
- César 1979 : César du meilleur acteur pour Le Sucre
- César 1979 : César du meilleur acteur dans un second rôle pour Le Sucre
- César 1987 : César du meilleur acteur dans un second rôle pour Les Fugitifs
- César 1988 : César du meilleur acteur pour Miss Mona

### Documentaire
- Jean Carmet, la liberté d'abord, documentaire réalisé par Pierre Tchernia, diffusé en 1997.